# اشکودا موتوراسپورت
اشکودا موتوراسپورت (انگلیسی: Škoda Motorsport) یک تیم اتوموبیل‌رانی است که در مسابقات رالی قهرمانی جهان مابین سال‌های ۱۹۹۹ تا ۲۰۰۵ شرکت می‌کرده‌است، این تیم که زیرمجموعه شرکت اشکودا است مرکز آن در شهر ملادا بلسلاو، جمهوری چک قرار دارد.

## نگارخانه

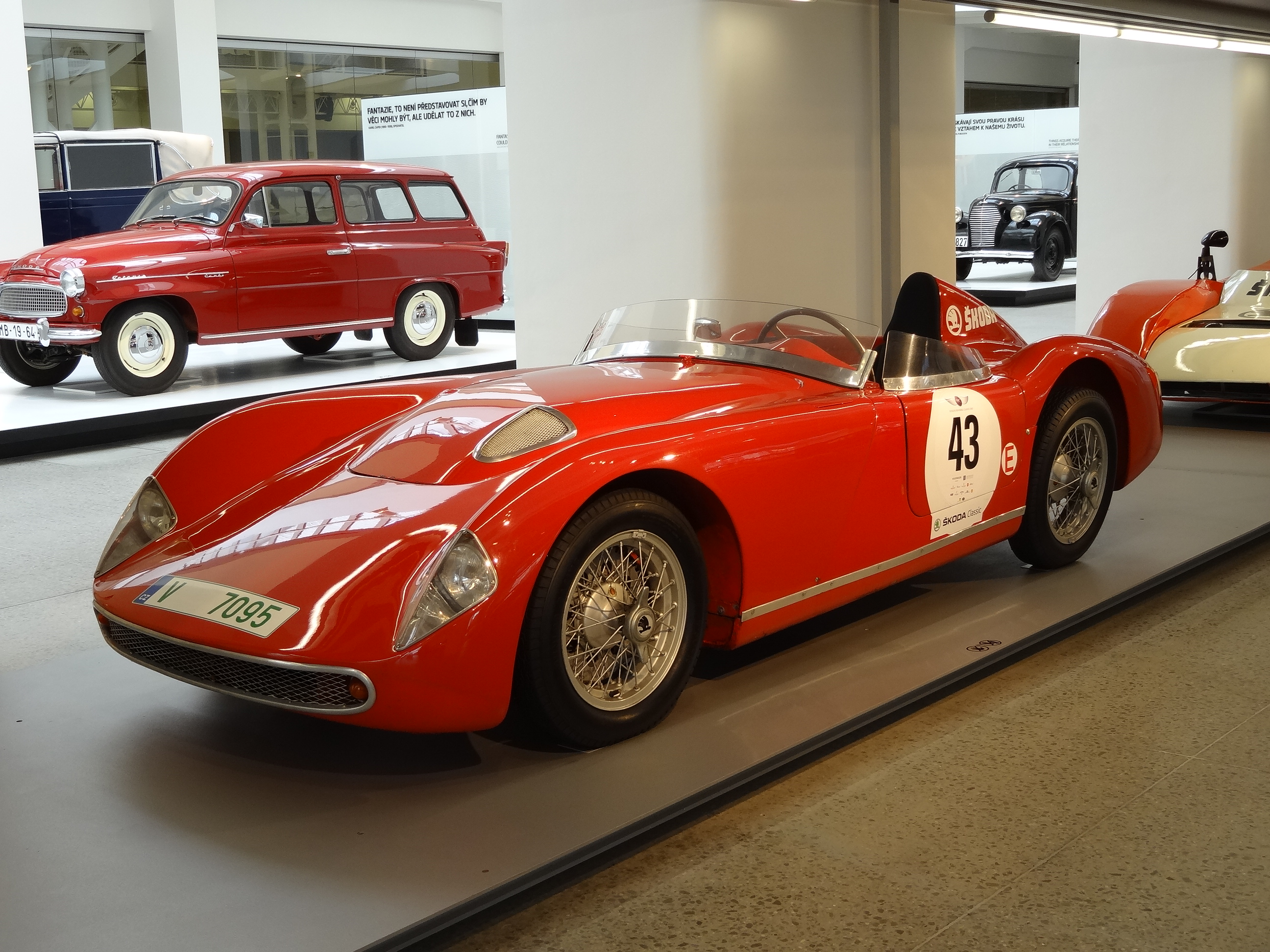
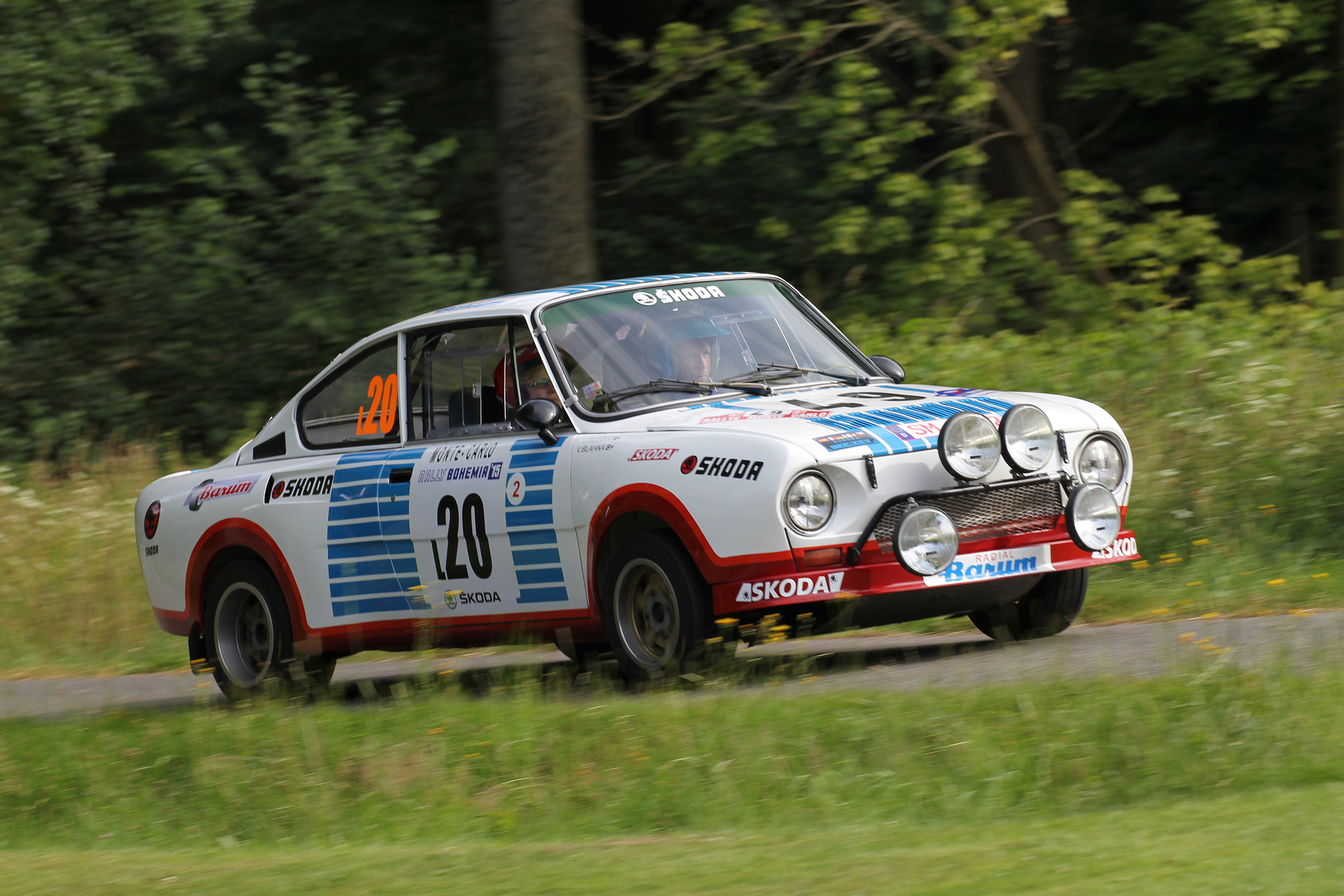
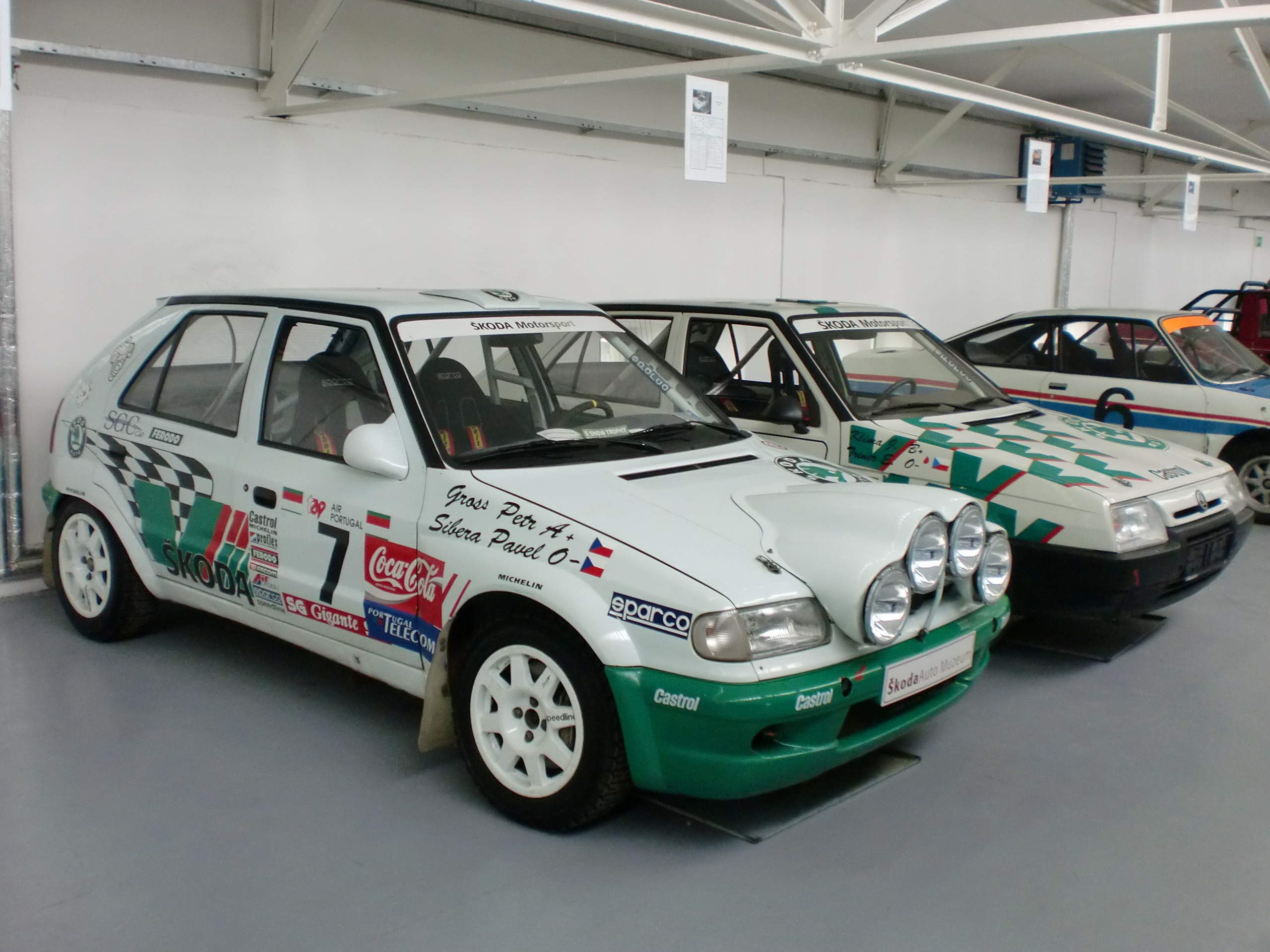
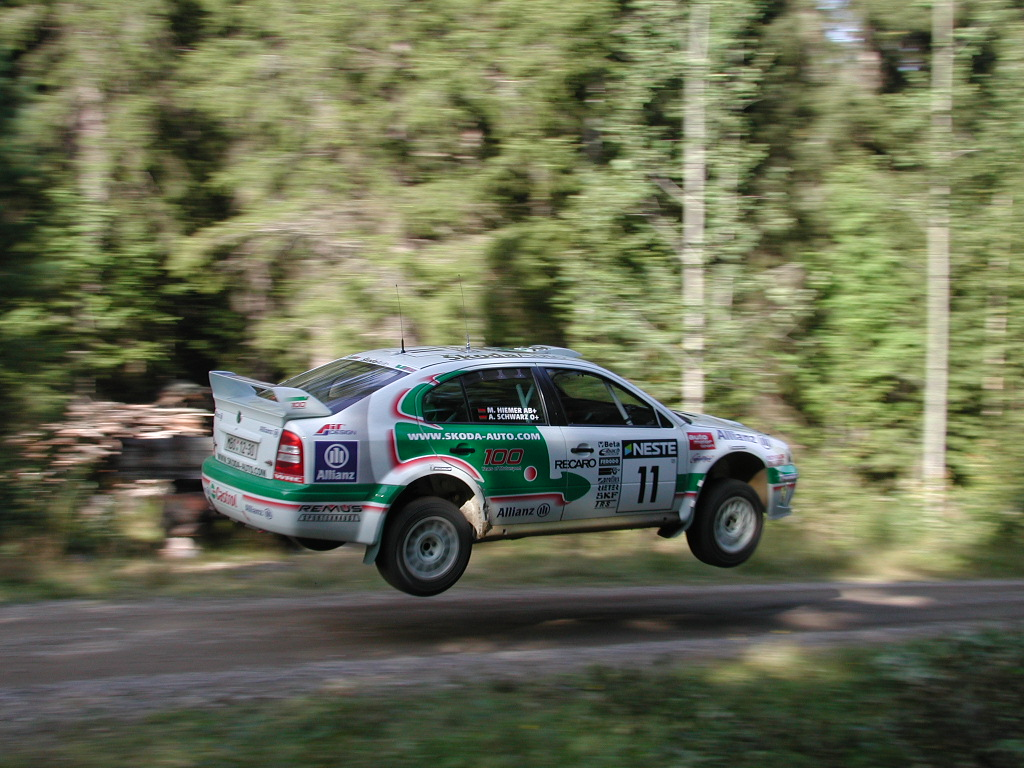
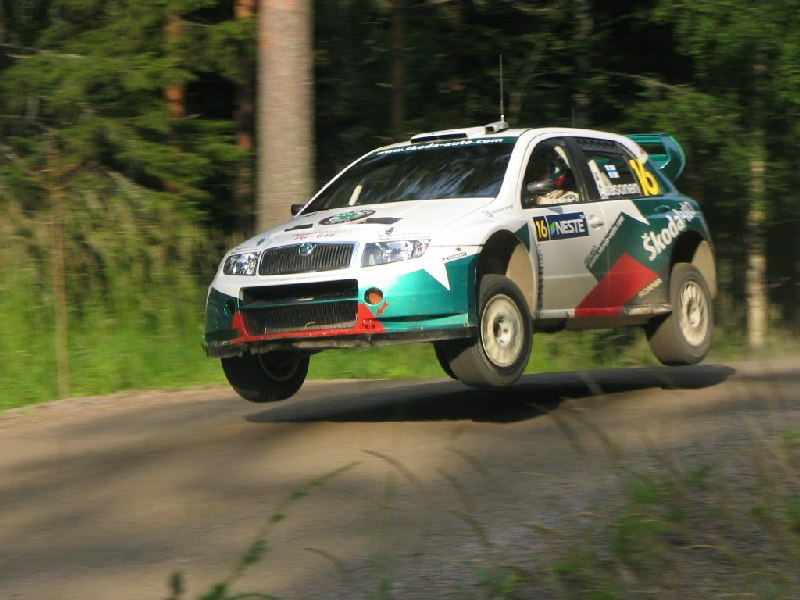